# تیکفاو (لوئیزیانا)
تیکفاو (به انگلیسی: Tickfaw) شهری در ایالت لوئیزیانا کشور ایالات متحده آمریکا است که جمعیت آن در سرشماری سال ۲۰۱۰ میلادی، ۶۹۴ نفر بوده‌است.